# John McKinley
John McKinley (ur. 1 maja 1780, zm. 19 lipca 1852) – amerykański senator z Alabamy oraz sędzia Sądu Najwyższego Stanów Zjednoczonych.
John McKinley urodził się w hrabstwie Culpeper (Wirginia), lecz zaraz potem jego rodzina przeniosła się do Kentucky. Studiował tam prawo, potem przeniósł się do Huntsville w stanie Alabama. Pierwszy okres służby w senacie przypada na 27 listopada 1826 do 3 marca 1831.
W latach 1833–1835 przez jedną dwuletnią kadencje Kongresu Stanów Zjednoczonych reprezentował stan Alabama w Izbie Reprezentantów Stanów Zjednoczonych.
Do Senatu Stanów Zjednoczonych powrócił w marcu 1837 roku. Jednak już w kwietniu 1837 roku, gdy Kongres poszerzył skład Sądu Najwyższego Stanów Zjednoczonych z siedmiu do dziewięciu sędziów, McKinley zrezygnował z funkcji senatora ponieważ otrzymał nominację prezydenta Martina Van Burena na jedną z dwóch powstałych pozycji w Sądzie Najwyższym. Senat potwierdził jego nominację w styczniu 1838 roku i McKinley pełnił funkcję sędziego Sądu Najwyższego Stanów Zjednoczonych aż do śmierci w 1852 roku.